# Meilenstein (Nordhausen)

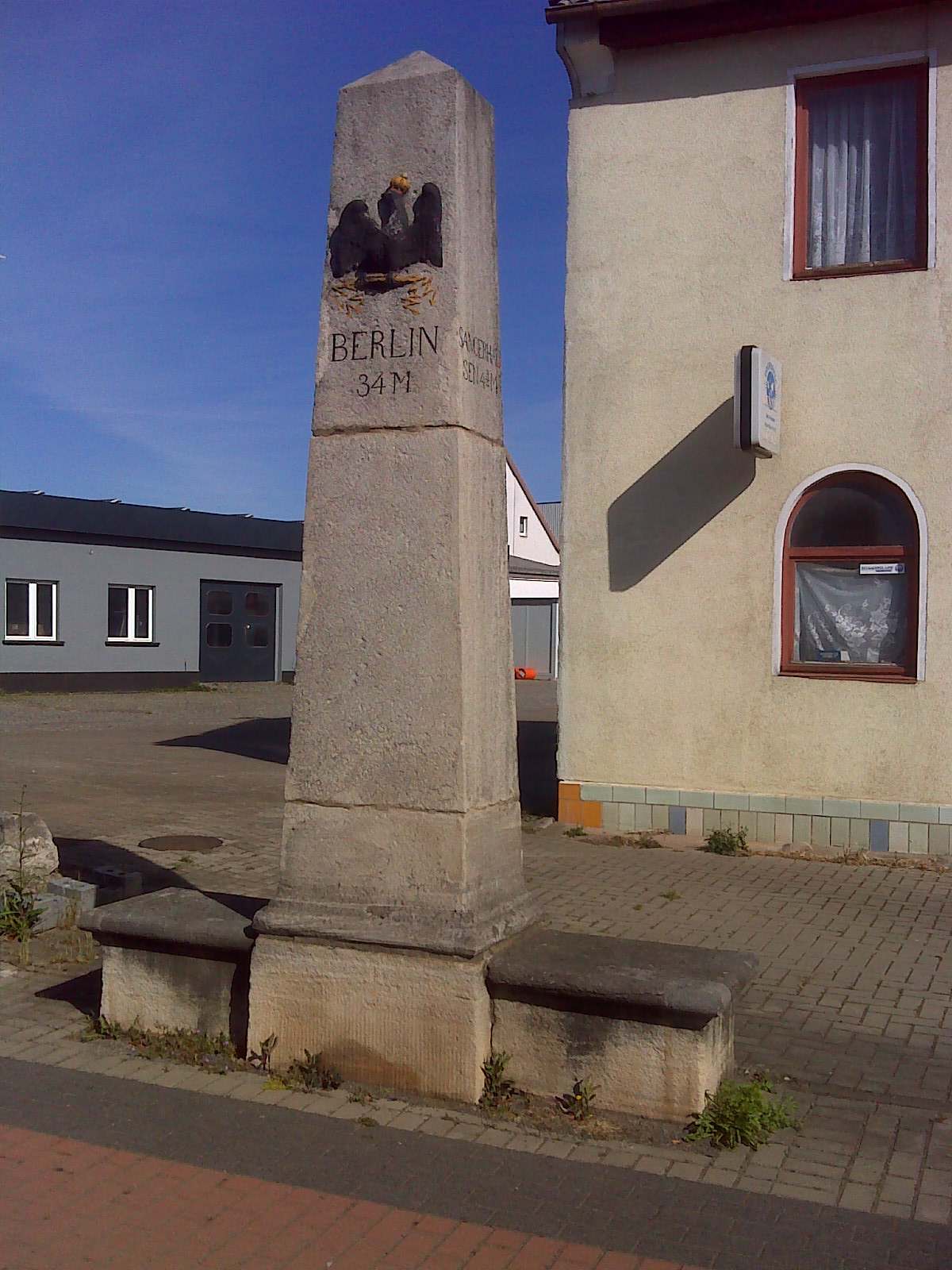
Meilenobelisk Nordhausen

Der Meilenstein von Nordhausen ist ein Kleindenkmal im Landkreis Nordhausen in Thüringen.

## Geschichte und Gestalt
Nach den Befreiungskriegen war es für Preußen besonders wichtig, seine verstreut liegenden Gebiete besser anzubinden. Schon im August 1817 wurde der Plan der „Haupt-Rhein-Straße“ gebilligt, die am Südrand des Harzgebirges entlang die Rheinprovinz sowie die Provinz Westfalen besser erreichbar machen sollte. Ein erster Bauversuch scheiterte 1819 an fehlenden Mitteln. Dafür wurden in den 1820er Jahren die bereits bestehenden Teilstrecken zwischen Berlin, Halle (Saale) und Kassel zu einer durchgehenden preußischen Staatschaussee verbunden. Die Abschnitte wurden mit Meilensteinen an jeder Viertelmeile, Nummersteinen an jeder 1/100-Meile sowie Wegweisersteinen an Abzweigen versehen, wofür die Strecke zunächst vermessen werden musste.
Das Hauptbaugeschehen der Chaussee spielte sich in den Jahren 1824 bis 1826 ab. Die Vorbereitung dafür begann im Januar 1824. Der Abschnitt zwischen Langenbogen und Nordhausen wurde im August 1824 ausgeschrieben und 1825 westlich von Langenbogen begonnen. Während zwischen Langenbogen und Emseloh fast alle – bis auf zwei – Meilensteine erhalten geblieben sind, fehlen die Meilensteine rund um Sangerhausen komplett und sind erst im Bereich zwischen Kelbra und Nordhausen wieder weitgehend – bis auf einen – vorhanden, wohingegen westlich von Nordhausen gleich eine komplette Meile in der historischen Steinreihung fehlt. Der Ganzmeilenstein von Nordhausen ist ein grauer Sandsteinobelisk mit Ruhebänken an beiden Seiten und entspricht dem Typ der Anweisung von 1814/1824, der entlang der Chaussee überall umgesetzt, aber in verschiedenfarbigen Gesteinen und mit variablen Details ausgeführt wurde. Obelisken stehen nach dieser Anweisung an jeder vollen Meile, wohingegen die Halb- und Viertelmeilensteine in Glockenform ausgeführt wurden. Steine dieses Typs finden sich noch im östlichen Nordhäuser Ortsteil Bielen. Im Jahr 1826 waren die Meilensteine laut Abnahmeprotokoll bis auf wenige Ausnahmen (etwa war der Viertelmeilenstein bei Urbach noch nicht vollständig) alle vorhanden.
Die Zählung begann in Berlin und erreichte am westlichen Stadtrand von Nordhausen die 34. Meile. Eine preußische Meile entsprach 7,532 Kilometern. Der Ganzmeilenstein in der Freiherr-vom-Stein-Straße in Nordhausen steht also 256 Kilometer vom (historischen) Dönhoffplatz der Hauptstadt entfernt. Die weiteren Inschriften an dem Obelisken geben die Entfernungen zu den Nachbarstädten an: Heiligenstadt 6 3/4 M und Sangerhausen 4 7/8 M konnte man früher an ihm lesen. Eine Restaurierung machte daraus Sangerhausen 4 3/4 M. Auch verschwanden dabei die Bindestriche, mit denen die Wörter getrennt waren.
Einzige Zierde des drei Meter hohen Entfernungsanzeigers ist der preußische Adler an der Spitze. Im Gegensatz zu den Obelisken im Mansfelder Land (z. B. Meilensteine bei Berga, in Eisleben oder Emseloh) sind die Adler im Kreis Nordhausen aber nicht auf einer einfarbigen Medaillon-Platte reliefiert hervorgehoben, sondern als erhabene, schwarze Plastik mit gelben Details an dem Stein befestigt worden. Im Denkmalverzeichnis ist der Stein bei der Freiherr-vom-Stein-Straße Nr. 1 mit angeführt, obwohl er sich vor der Hausnummer 20 befindet.